# Ермаковский Ёган
Ермаковский Ёган — река в России, протекает в Ханты-Мансийском АО. Устье реки находится в 24 км от устья протоки Кирьяс, впадающей в Обь в 1632 км от устья. Длина реки составляет 119 км, площадь водосборного бассейна 1520 км².

## Притоки
- 9 км: Пасол
- 18 км: Малая Речка
- 18 км: протока Посал
- 32 км: Сартъёган
- 56 км: Акимкина
- 73 км: Горелая
- 90 км: река без названия

## Данные водного реестра
По данным государственного водного реестра России относится к Верхнеобскому бассейновому округу, водохозяйственный участок реки — Обь от впадения реки Вах до города Нефтеюганск, речной подбассейн реки — Обь ниже Ваха до впадения Иртыша. Речной бассейн реки — (Верхняя) Обь до впадения Иртыша.